# Sagina diemensis
Sagina diemensis är en nejlikväxtart som beskrevs av L.G. Adams. Sagina diemensis ingår i släktet smalnarvar, och familjen nejlikväxter. Inga underarter finns listade i Catalogue of Life.